# Saison 2006 de l'équipe cycliste Davitamon-Lotto
L'Équipe cycliste Davitamon-Lotto participait en 2006 au ProTour.

## Effectif
| Effectif 2006            | Effectif 2006     | Effectif 2006 | Effectif 2006                               |
| Cycliste                 | Date de naissance | Pays          | Équipe précédente                           |
| ------------------------ | ----------------- | ------------- | ------------------------------------------- |
| Mario Aerts              | 31 décembre 1974  | Belgique      | T-Mobile (2004)                             |
| Christophe Brandt        | 6 mai 1977        | Belgique      | Lotto-Domo (2004)                           |
| Wim De Vocht             | 29 avril 1982     | Belgique      | Relax-Bodysol (2004)                        |
| Bart Dockx               | 2 septembre 1981  | Belgique      | Relax-Bodysol (2004)                        |
| Cadel Evans              | 14 février 1977   | Australie     | T-Mobile (2004)                             |
| Nick Gates               | 10 mars 1972      | Australie     | Lotto-Domo (2004)                           |
| Christopher Horner       | 23 octobre 1971   | États-Unis    | Saunier Duval-Prodir (2005)                 |
| Nick Ingels              | 2 septembre 1984  | Belgique      | Bodysol-Win For Life-Jong Vlaanderen (2005) |
| Josep Jufré              | 5 août 1975       | Espagne       | Relax-Fuenlabrada (2005)                    |
| Olivier Kaisen           | 30 avril 1983     | Belgique      | RAGT Semences (2005)                        |
| Jan Kuyckx               | 20 mai 1979       | Belgique      | Vlaanderen-T-Interim (2004)                 |
| Björn Leukemans          | 1 juillet 1977    | Belgique      | Palmans Cras (2004)                         |
| Nico Mattan              | 17 juillet 1971   | Belgique      | Relax-Bodysol (2004)                        |
| Robbie McEwen            | 24 juin 1972      | Australie     | Lotto-Domo (2004)                           |
| Pieter Mertens           | 28 août 1980      | Belgique      | Chocolade Jacques-T-Interim (2005)          |
| Fred Rodriguez           | 3 septembre 1973  | États-Unis    | Acqua & Sapone - Caffè Mokambo (2004)       |
| Bert Roesems             | 14 octobre 1972   | Belgique      | Relax-Bodysol (2004)                        |
| Gert Steegmans           | 30 septembre 1980 | Belgique      | Lotto-Domo (2004)                           |
| Tom Steels               | 2 septembre 1971  | Belgique      | Landbouwkrediet-Colnago (2004)              |
| Léon van Bon             | 28 janvier 1972   | Pays-Bas      | Lotto-Domo (2004)                           |
| Preben Van Hecke         | 9 juillet 1982    | Belgique      | Relax-Bodysol (2004)                        |
| Wim Van Huffel           | 28 mai 1979       | Belgique      | Vlaanderen-T-Interim (2004)                 |
| Peter Van Petegem        | 18 janvier 1970   | Belgique      | Lotto-Domo (2004)                           |
| Johan Vansummeren        | 4 février 1981    | Belgique      | Relax-Bodysol (2004)                        |
| Wim Vansevenant          | 23 décembre 1971  | Belgique      | Lotto-Domo (2004)                           |
| Henk Vogels              | 31 juillet 1973   | Australie     | Navigators Insurance (2004)                 |
|                          |                   |               |                                             |
| Source : ProCyclingStats |                   |               |                                             |

## Victoires
Victoires sur le ProTour
| Date       | Course                                 | Pays   | Classe | Vainqueur          |
| ---------- | -------------------------------------- | ------ | ------ | ------------------ |
| 26/04/2006 | 1re étape du Tour de Romandie          | Suisse | PT     | Robbie McEwen      |
| 27/04/2006 | 2e étape du Tour de Romandie           | Suisse | PT     | Christopher Horner |
| 30/04/2006 | 5e étape (CLM) du Tour de Romandie     | Suisse | PT     | Cadel Evans        |
| 30/04/2006 | Classement général du Tour de Romandie | Suisse | PT     | Cadel Evans        |
| 07/05/2006 | 2e étape du Tour d'Italie              | Italie | PT     | Robbie McEwen      |
| 09/05/2006 | 4e étape du Tour d'Italie              | Italie | PT     | Robbie McEwen      |
| 12/05/2006 | 6e étape du Tour d'Italie              | Italie | PT     | Robbie McEwen      |
| 03/07/2006 | 2e étape du Tour de France             | France | PT     | Robbie McEwen      |
| 05/07/2006 | 4e étape du Tour de France             | France | PT     | Robbie McEwen      |
| 07/07/2006 | 6e étape du Tour de France             | France | PT     | Robbie McEwen      |

Victoires sur les Circuits continentaux
| Date       | Course                                                    | Pays       | Classe | Vainqueur        |
| ---------- | --------------------------------------------------------- | ---------- | ------ | ---------------- |
| 09/02/2006 | 1re étape du Grand Prix International Costa Azul          | Portugal   |        | Robbie McEwen    |
| 12/02/2006 | Classement général du Grand Prix International Costa Azul | Portugal   |        | Robbie McEwen    |
| 17/02/2006 | 3e étape du Tour de l'Algarve                             | Portugal   |        | Gert Steegmans   |
| 18/02/2006 | 4e étape du Tour de l'Algarve                             | Portugal   |        | Gert Steegmans   |
| 04/03/2006 | 2e étape des Trois Jours de Flandre-Occidentale           | Belgique   |        | Robbie McEwen    |
| 15/03/2006 | Nokere Koerse                                             | Belgique   |        | Bert Roesems     |
| 21/04/2006 | 4e étape du Tour de Géorgie                               | États-Unis |        | Fred Rodriguez   |
| 05/05/2006 | 3e étape des Quatre Jours de Dunkerque                    | France     |        | Gert Steegmans   |
| 13/05/2006 | 2e étape du Tour de Picardie                              | France     |        | Gert Steegmans   |
| 28/05/2006 | 6e étape du Tour de Belgique                              | Belgique   |        | Gert Steegmans   |
| 29/08/2006 | Coupe Sels                                                | Belgique   |        | Preben Van Hecke |
| 09/09/2006 | Paris-Bruxelles                                           | Belgique   |        | Robbie McEwen    |
| 14/10/2006 | 7e étape du Herald Sun Tour                               | Australie  |        | Robbie McEwen    |

## Classements UCI ProTour

### Individuel
| Rang | Coureur            | Points |
| ---- | ------------------ | ------ |
| 4    | Cadel Evans        | 162    |
| 33   | Robbie McEwen      | 74     |
| 78   | Christopher Horner | 31     |
| 83   | Peter Van Petegem  | 30     |
| 122  | Bert Roesems       | 10     |
| 163  | Bart Dockx         | 4      |
| 171  | Wim Van Huffel     | 4      |
| 180  | Tom Steels         | 3      |

### Équipe
L'équipe Davitamon-Lotto a terminé à la 16e place avec 214 points.